# Sacro Cuore di Cristo Re
Sacro Cuore di Cristo Re, även benämnd Tempio di Cristo Re, är en kyrkobyggnad, mindre basilika och titeldiakonia i Rom, helgad åt Jesu heliga hjärta. Kyrkan är belägen vid Viale Giuseppe Mazzini i quartiere Della Vittoria och tillhör församlingen Sacro Cuore di Cristo Re.
Kyrkan förestås av Jesu heliga hjärtas präster, även kallade Dehonianer, en kongregation grundad år 1878 av Léon Dehon (1843–1925; vördnadsvärd 1997).

## Kyrkans historia
Kyrkan uppfördes åren 1924–1934 efter ritningar av arkitekten Marcello Piacentini och konsekrerades av ärkebiskop (sedermera kardinal) Luigi Traglia år 1938. Piacentini ritade initialt en kyrka i nybarock med inspiration från ungbarockens kyrkobyggnader från sent 1500-tal. Byggnadsarbetena avstannade år 1929, men återupptogs två år senare. Piacentini hade då omarbetat sina ritningar och presenterade en modernistisk kyrkobyggnad med drag av nyklassicism. Sacro Cuore di Cristo Re utgör ett exempel på rationalistisk arkitektur, en strömning som hade grundats av arkitektsammanslutningen Gruppo 7.

## Exteriören
Kyrkan har två fasader: en huvudfasad vid Viale Giuseppe Mazzini och en sekundärfasad vid Via Podgora. Huvudfasaden med tre rundbågeportaler flankeras av två kampaniler. Bronsreliefen över mittportalen framställer Jesu heliga hjärta och är ett verk av Arturo Martini. Nedanför reliefen står det AVE REX NOSTER. Ovanför de tvenne sidoportalerna visas påve Pius XII:s heraldiska symboler respektive Jesu heliga hjärta med en törnekrona. Fasadens krönande fris bär inskriptionen: CHRISTO REGI IMMORTALI PACIFERO A REPARATA HOMINVM SALVTE A. XIX SAECVLARI. Sekundärfasadens fris har inskriptionen: IMMANI PEREMPTIS BELLO MILITIBUS PIANDIS DIVINA GENTIBUS CARITATE SOCIANDIS.

## Interiören
I absiden har Achille Funi utfört monumentalfresken Tronande Kristus.

## Titeldiakonia
Kyrkan stiftades som titeldiakonia av påve Paulus VI år 1965.
Kardinaldiakoner
- Dino Staffa, titulus pro illa vice: 1967–1976
- Bernardin Gantin: 1977–1984; titulus pro illa vice: 1984–1986
- Jacques-Paul Martin: 1988–1992
- Carlo Furno: 1994–2005; titulus pro illa vice: 2005–2006
- Stanisław Ryłko: 2007–2018; titulus pro illa vice: 2018–